# 红鲬
红鲬（学名：Bembras japonicus）为红鲬科红鲬属的鱼类。分布于中国南海、东海南部，以及北太平洋西部的日本等海域，属于热带底栖的中小型杂鱼。该物种的模式产地在日本。